# LAG Nr. 17 ... 49
Die Lokomotiven mit den Bahnnummern 17–20, 23–25, 40, 41, 44 und 47–49 der Lokalbahn AG (LAG) waren Nassdampflokomotiven mit Verbundtriebwerk.

## Geschichte
Die Krauss lieferte zwischen 1890 und 1897 insgesamt 15 Maschinen mit der Achsfolge 1'C an die LAG. Zwei Maschinen wurden für Vergleichszwecke mit einem Zwillings-Triebwerk ausgestattet und erhielten die Betriebsnummern 27 und 28. Die anderen 13 Lokomotiven waren mit einem Verbundtriebwerk ausgestattet. Vier dieser Fahrzeuge (Nr. 40, 41, 44 und 49) wurden auf den Strecken der Lausitzer Eisenbahn-Gesellschaft (LEG) eingesetzt, einer Tochtergesellschaft der LAG, die übrigen unter anderem auf der Isartalbahn und der Lokalbahn Murnau–Garmisch-Partenkirchen.
1900 wurden mit den Bahnnummern 59 und 60 zwei Exemplare einer verstärkten Ausführung dieser Lokomotiven beschafft.
1917 wurden die Lokomotiven Nr. 18 und 20 an die BASF verkauft. Die restlichen elf Lokomotiven wurden 1938 von der Reichsbahn übernommen. Dabei wurden die sieben in Bayern eingesetzten Lokomotiven in die Baureihe 98.73 eingeordnet und die vier LEG-Maschinen in die Baureihe 98.74 (die oldenburgischen T 1.2, die ebenfalls als Baureihe 98.74 gelaufen waren, waren zu diesem Zeitpunkt bereits ausgemustert).
Die 98.7307 ist schon vor 1945 ausgeschieden; die übrigen Lokomotiven, auch die der LEG, gelangten nach dem Zweiten Weltkrieg zur Deutschen Bundesbahn und wurden zwischen 1946 und 1950 ausgemustert.

## Technische Merkmale
Die Achsfolge der Lokomotiven war 1'C, Laufrad- und erster Kuppelradsatz waren zu einem Krauss-Helmholtz-Lenkgestell zusammengefasst. Der Wasservorrat war im Rahmen sowie in zwei seitlichen Wasserkästen untergebracht. Ab der dritten Lokomotive (Nr. 23) wurde der Kesseldruck von 12 auf 14 bar erhöht.

## Umbau der Nr. 18
Die Lokomotive Nr. 18 wurde Anfang 1903 von Krauss versuchsweise in eine Heißdampflokomotive umgebaut. Dazu wurde die Lokomotive mit einem Rauchröhrenüberhitzer Bauart Schmidt ausgerüstet und der Kessel entsprechend angepasst. Der Kessel erhielt eine neue Feuerbüchse und eine neue Rauchkammer-Rohrwand sowie eine neue Aufteilung der Rohre. Um den benötigten Platz für den Überhitzer zu schaffen, musste die Rauchkammer um 200 mm verlängert werden. Der zum ersten Mal zur Ausführung kommende Rauchröhrenüberhitzer Bauart Schmidt war ein kombinierter Gegen- und Gleichstromüberhitzer, bestehend aus 10 Überhitzer-Elementen mit jeweils vier Rohren. In der Rauchkammer sind die Überhitzerrohre an den Sammelkasten angeschraubt, der aus einem Nass- und einen Heißdampfraum bestand. Damit die Überhitzerrohre bei geschlossenen Regler nicht ausglühten, konnten die Rauchrohre mit einer Klappe verschlossen werden. Der Hilfsbläser konnte nur bei geschlossener Klappe betätigt werden. Ebenfalls angepasst wurden die Hochdruckzylinder, welche einen größeren Durchmesser von 370 mm und einen Kolbenschieber erhielten, sowie die Heusinger-Steuerung. Außerdem wurde die Lokomotive mit einer Anfahrvorrichtung ausgerüstet, welche bei voll ausgelegter Steuerung auf beiden Zylinderseiten Frischdampf zuführte. Die Temperatur des überhitzen Heißdampfes konnte an einem Thermometer abgelesen werden.
Nach dem Umbau wurde die Lokomotive umfangreichen Tests auf der Isartalbahn unterzogen. Die Lokomotive konnte dabei einen 125 t schweren Zug auf der 1,32 km langen 1:50 Steigung (entspricht 20 ‰) zwischen Maria-Einsiedel und Großhesselohe Isartalbahnhof befördern. Dies entspricht einer indizierte Leistung von 274 PSi. Gegenüber den zu Vergleichszwecken herangezogenen Lokomotiven Nr. 23 und 24 stellte sich dabei eine Ersparnis an Kohle von 11,1 % und an Wasser von 20 % ein. Damit war sie die erste bayerische Heißdampflokomotive.